# Нишбаш
Нишба́ш (узб. Nishboshsoy, Нишбошсой) — горная река (сай) в Ахангаранском районе Ташкентской области Узбекистана, левый приток реки Ахангаран. В верхнем течении носит название Кашкаса́й (узб. Qashqasoy/Қашқасой), в среднем течении, до слияния с Лашкереком — Лайа́к (узб. Loyaksoy/Лояксой).

## Общее описание
Длина реки равна 30 км, площадь бассейна — 180 км². 
Питание сая, в основном, снеговое и дождевое. Среднегодовой расход воды составляет 	2,55 м³/с. С марта по июнь полноводность реки возрастает от 3,52 м³/с до 8,66 м³/с.

## Течение реки
Нишбаш берёт начало с северного склона Кураминского хребта, в районе горной вершины Акшурак, в непосредственной близости от государственной границы Узбекистана с Таджикистаном. Он образуется от небольшого снежника на высоте 3550 м. В верховьях река носит название Кашкасай (узб. Qashqasoy/Қашқасой). Кашкасай проходит в общем северном направлении. В верхнем и среднем течении сай протекает в глубокой долине с крутыми склонами.

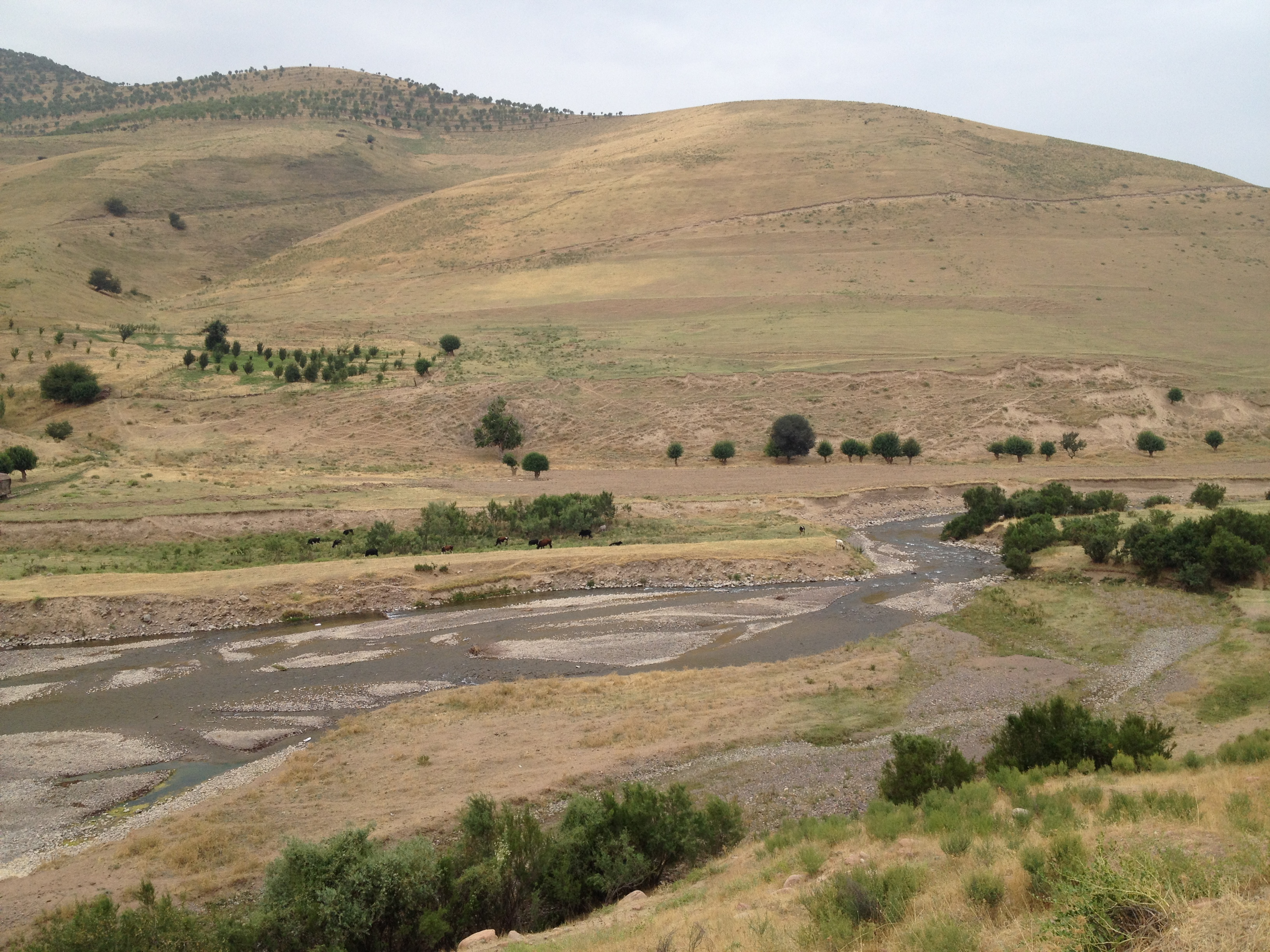
Долина Нишбашсая в низовьях

Приобретя западное направление (вначале — с небольшим уклоном к северу, затем — с небольшим уклоном — к югу), река в среднем течении получает название Лайак (узб. Loyaksoy/Лояксой).  
Близ лагеря Кристалл сай ориентируется в северо-западном направлении, которое сохраняет до устья. Здесь он вбирает крупный приток Лашкерек, от слияния с которым носит название Нишбаш. За слиянием с Лашкереком на Нишбаше построен мост для автодороги. Ширина реки в этом районе составляет 5 м, глубина — 60 см, грунт дна — каменистый.
В нижнем течении вдоль правого берега реки тянутся постройки селения Нишбаш, проходит автодорога. Река в низовьях имеет 2—3 террасы. Перед окончанием на правом берегу Нишбаша располагаются отвалы, на левом берегу — рудник.
Нишбаш впадает слева в канализированный Ахангаран в районе южной окраины города Ангрен (практически одновременно с правым притоком Дукентсай), на высоте около 880 м.